# Borut B. Lavrenčič
Borut B. Lavrenčič [bórut lavrénčič], slovenski fizik, * 7. avgust 1942, Ljubljana, † 16. november 1996, Ljubljana

## Življenje in delo
Borut Lavrenčič je diplomiral leta 1965 na Oddelku za fiziko Fakultete za naravoslovje in tehnologijo Univerze v Ljubljani. Magistriral je pri profesorju Uehlingu na University of Washington v Seattlu v Združenih državah Amerike, kot najboljši študent univerze. Po vrnitvi v Slovenijo se je zaposlil na Institutu "Jožef Stefan" na Odseku za fiziko trdne snovi, kjer so potekale raziskave feroelektričnih tekočih kristalov z metodami jedrske magnetne resonance. Lavrenčič je prvi začel optične raziskave feroelektričnih kristalov - postavil je optični laboratorij v okviru odseka. Njegove pionirske članke o ramanskem sipanju v feroelektričnih kristalih še danes citirajo kot pomembna dela. S tega področja obsega njegova bibliografija 21 znanstvenih člankov v mednarodnih revijah in 22 objavljenih prispevkov z mednarodnih strokovnih srečanj. 
Kasneje se je posvetil tudi aplikativnim raziskavam in vodil skupino za aplikacijo feroelektrikov. Rezultat teh raziskav je bil uspešen razvoj javljalnikov požarov in detektorjev za protivlomno zaščito ter prenos te tehnologije v proizvodnjo. V zadnjih letih se je ukvarjal z raziskavami feroelektičnih tankih plasti. Rezultat aplikativnih raziskav je pet patentov in tehničnih izboljšav.
V času pred osamosvojitvijo je pomagal pri ustanovitvi podjetja YUNAC, ki je uvedlo elektronsko pošto za univerze in inštitute po vsej državi. Med vojno leta 1991 je po elektronski pošti vsakodnevno seznanjal strokovno javnost po vsem svetu o stanju v Sloveniji. Leta 1992 je pomagal pri ustanavljanju akademske in raziskovalne mreže Slovenije ARNES. Ukvarjal se je tudi z varovanjem elektronskih podatkov in s kriptografijo.

## Nagrade
Za svoje delo je bil Lavrenčič večkrat nagrajen. Leta 1982 je dobil nagrado sklada Borisa Kidriča za raziskave dinamike faznih prehodov s sipanjem laserske svetlobe in istega leta še nagrado sklada za izum »Pasivna infrardeča alarmna naprava«. Leta 1984 je prejel nagrado za izum »Naprava in sistem naprav za protipožarno zaščito industrijskih in odpraševalnih kanalov«, leta 1987 pa za izum »Opotoelektrornski javljalnik plamena«.